# Ueckerstraße 1 (Torgelow)

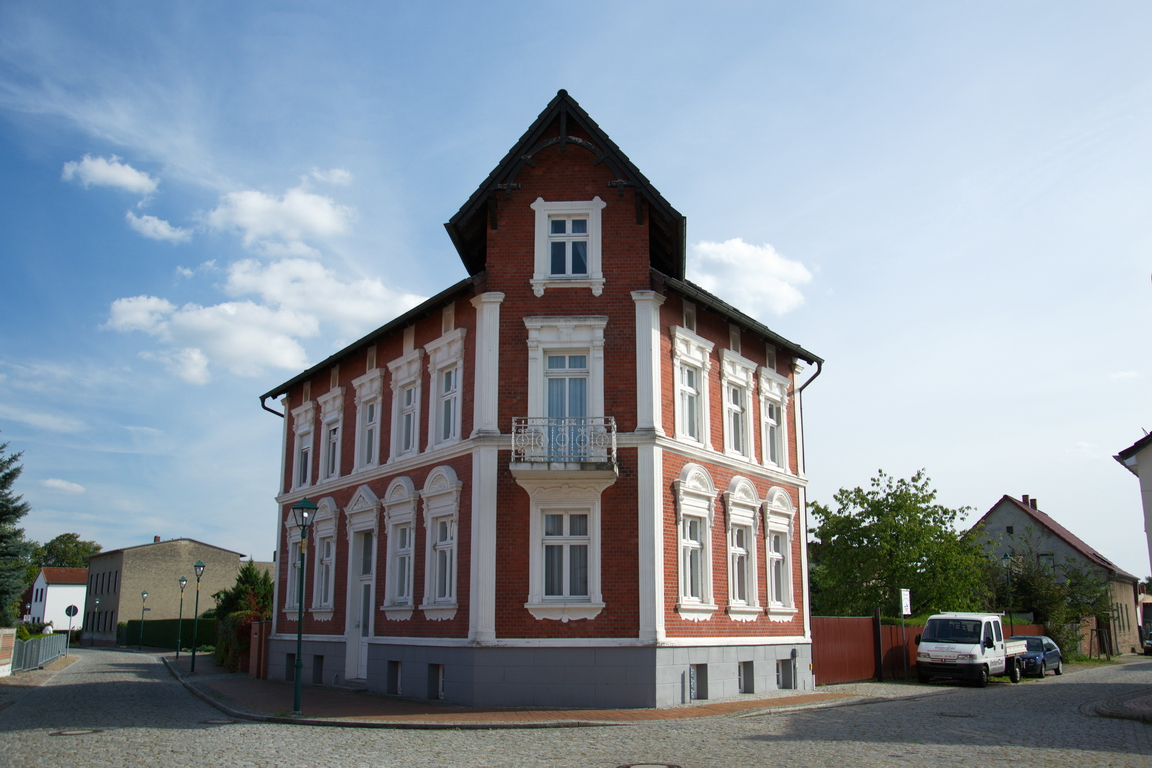

Das Wohnhaus Ueckerstraße 1 in Torgelow (Mecklenburg-Vorpommern), Ecke Wiesenstraße, stammt aus dem 19. Jahrhundert. 
Das Gebäude steht unter Denkmalschutz.

## Geschichte
Die Stadt Torgelow mit 8972 Einwohnern (2020) wurde 1281 erstmals erwähnt.
Das zweigeschossige historisierende  verputzte Gebäude im neoklassizistischen Stil mit seiner städtebaulich dominanten dreigeschossigen Eckausprägung und dem Mezzaningeschoss stammt aus der Gründerzeit. Die Giebelecke und die Fensterlaibungen werden seitlich flankiert von Pilastern.
Im Rahmen der Städtebauförderung wurde das Haus um 1994/96 saniert. Heute befinden sich hier Wohnungen und ein Dienstleister.